# Lepidosperma evansianum
Lepidosperma evansianum là loài thực vật có hoa trong họ Cói. Loài này được K.L.Wilson mô tả khoa học đầu tiên năm 1994.